# Tedald z Canossy
Tedald (zm. 1012) – z rodu z Canossy, syn Adalberta Atto, komes Brescii od 980, Modeny, Ferrary i Reggio od 981 oraz Mantui od 1006.  Używał tytułu markiza w związku z posiadaniem rozległych komickich włości oraz ich granicznego charakteru. Siedzibą jego rodu była Kanossa. Sukces, który osiągnął, był wynikiem lojalności wobec dynastii saksońskiej.
W 1002 przeciwstawił się markizowi Arduinowi z Ivrei w jego roszczeniach o italską koronę. Towarzyszył cesarzowi Henrykowi II w jego kampanii italskiej 1004 roku i był obecny podczas królewskiej koronacji w Pawii 15 maja.
Zapewnił dziedzictwo całego swojego patrymonium synowi Bonifacemu III. Drugi jego syn został w 1023 roku biskupem Arezzo.